# Hello Heartbreak
Hello Heartbreak è un singolo della cantante statunitense Michelle Williams, pubblicato nel 2008 ed estratto dal suo terzo album in studio Unexpected.

## Tracce
- Download digitale - Remixes EP

1. Hello Heartbreak – 4:10
2. Hello Heartbreak (Kovas Ghetto Beat Remix) – 4:23
3. Hello Heartbreak (Catalyst Remix) – 4:01
4. Hello Heartbreak (Lost Daze Deep Inside Mix) – 7:05
5. Hello Heartbreak (Matty's Body and Soul Mix) – 8:38